# تعاونية السلامة (أولاد سعيد)
تعاونية السلامة هو دُوَّار يقع بجماعة زمران الشرقية، إقليم قلعة السراغنة، جهة مراكش آسفي في المملكة المغربية. ينتمي الدوّار لمشيخة أولاد سعيد التي تضم 26 دوار. يقدر عدد سكانه بـ 643 نسمة حسب الإحصاء الرسمي للسكان والسكنى لسنة 2004.

## روابط خارجية
- البوابة الوطنية للجماعات الترابية نسخة محفوظة 12 مارس 2018 على موقع واي باك مشين.
- المندوبية السامية للتخطيط